# キプロス島
キプロス島（キプロスとう）は、東地中海のシリア・アナトリア半島の沿岸にある島。地中海ではシチリア島、サルデーニャ島に次いで3番目に大きな島である。島にはイギリス、キプロス共和国、北キプロス・トルコ共和国の主権を持った国の領土があり、島の中に3カ国の国境がある島は世界でボルネオ島とキプロス島だけである。

## 地理
面積
総面積: 9,250 km2

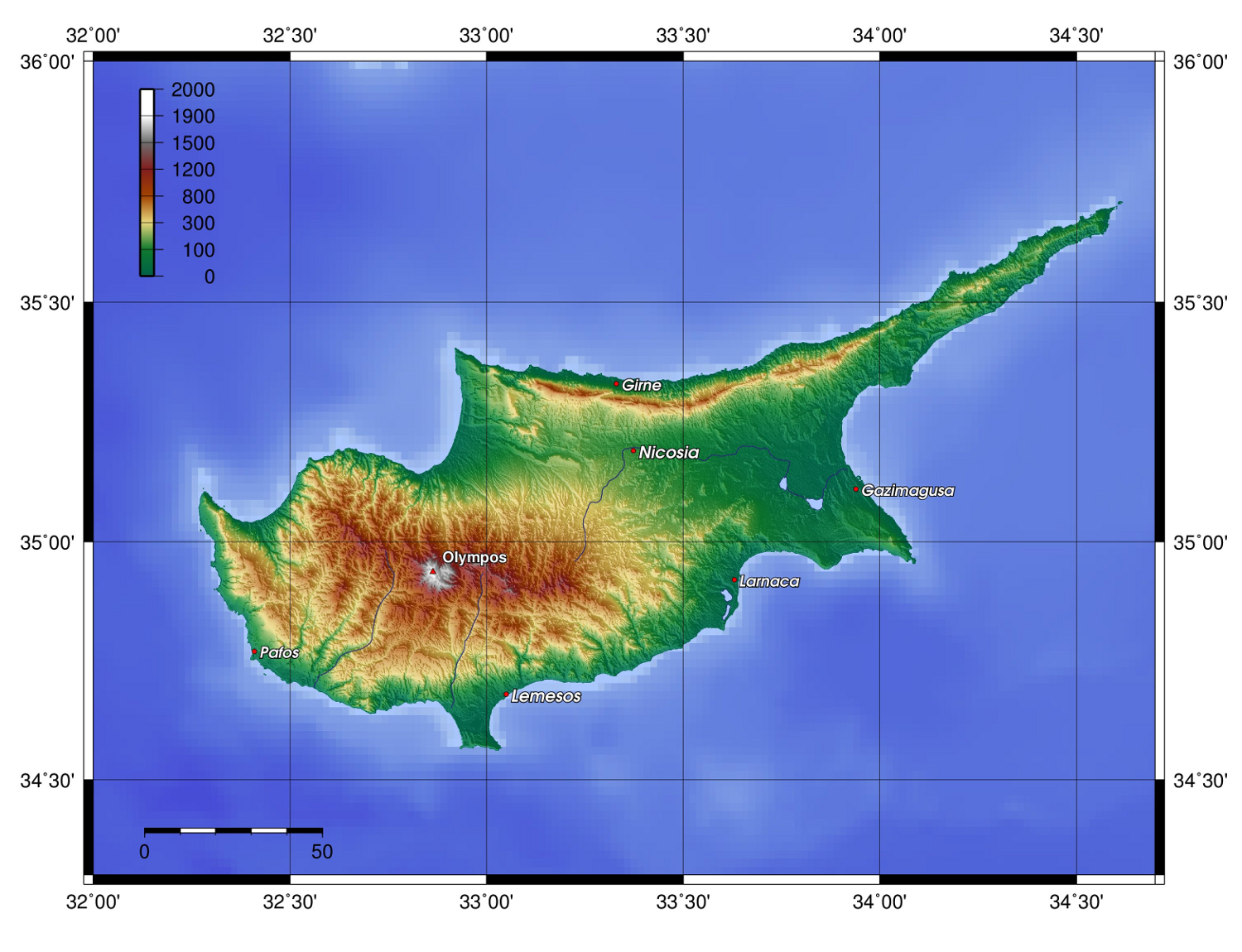
キプロス島の地形図

- キプロス共和国: 5,296km2
- 北キプロス・トルコ共和国: 3,355km2
- イギリス主権基地領域アクロティリおよびデケリア: 254km2
- グリーンライン: 346km2

- 陸地面積：9,240 km2
- 水域面積：10 km2

日本の四国（18,296.37 km2）の約半分の面積。
気候
暑くて乾いた夏と涼しい冬がある地中海性の温暖な気候。
地勢
中央から南西にかけては山がちで、最高峰オリンポス山（1,952m）のあるトロードス山脈（ギリシア語: Τρόοδος, トルコ語: Trodos Dağları）が広がる。北部には海岸沿いに、幅が狭く急峻なキレニア山脈（Kyrenia Mountains, またはペンタダクテュロス山脈 ギリシア語: Πενταδάκτυλος, トルコ語: Beşparmak）が伸び、その北東の延長には小アジアに向かって細く伸びるカルパス半島（ギリシア語: Καρπασία, トルコ語: Karpaz）がある。その最先端がアポストロス・アンドレアス岬である。
トロードス山脈とキレニア山脈の間に、東西にメサオリア平野（ギリシア語: Μεσαορία, トルコ語: Mesarya）が広がり、農地や首都ニコシアがある。島で一番長いペディエオス川（ギリシア語: Πεδιαίος/Πηθκιάς, トルコ語: Kanlı Dere）がトロードス山脈から下り、ニコシアの街を経て、東海岸のファマグスタ湾に入る。南の海岸に沿って、トロードス山脈のすそ野に海岸平野が点在する。

## 歴史

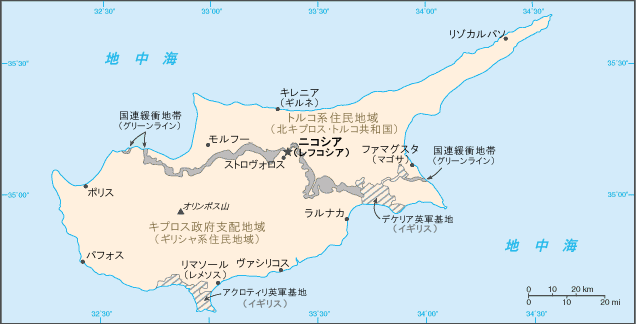
各政治主体による分割支配状況（灰色は国連緩衝地帯）

キプロス島には先史時代から文明があったと考えられている。地中海貿易の中継点として栄え、ペルシャ、ギリシア、ローマなど、時代ごとの強大な国家の支配下に置かれた。東西ローマ帝国分裂後は東ローマ帝国に属したが、1191年には第3回十字軍に参加したイングランドのリチャード獅子心王に占領され、その後テンプル騎士団に譲渡されている。
その後エルサレム王国のギー・ド・リュジニャンに売却され、1489年以後はヴェネツィア共和国領となり、1570年から1571年にかけてオスマン帝国に占領された。1878年、オスマン帝国がロシアに敗北を喫したことを機に、統治権はイギリスに移る。当初はオスマン帝国から貸借を受けイギリスが統治するという形式をとっていたが、1925年にイギリスの直轄統治領になる。第二次世界大戦後は反英テロが活発化し、イギリス本国と対立を深めていたが、1960年にキプロスとして独立が承認された。この時に、アクロティリ及びデケリアが成立した。
1974年7月15日に隣国トルコがトルコ系住民の保護を目的に北部を占領。1983年11月15日にトルコ占領地が北キプロス・トルコ共和国として独立宣言し、事実上キプロス共和国の支配下から外れた。1974年のトルコによる北部占領時には国際連合が北部(北キプロス)と南部(キプロス共和国)の間にグリーンラインを引き、現在に至る。

## 産業

### 土地利用
（1993年試算）
- 耕地：12%
- 通年農地：5%
- 通年牧草地：0%
- 森林：13%
- その他：70%
- 灌漑地面積：390 km2（1993年試算）

## 環境

### 現在の問題
- 水源の確保。（自然の貯水池がなく、季節によって降雨量が変動する。また海水が地下水に混ざり、北へ行くほど塩分が増す。）
- 汚水や家庭ごみによる水の汚染。
- 海岸の変質。